# بيتر فان موشنبروك
بِيتَر فَان مُسْشَنِبْرُوك (بالهولندية: Pieter van Musschenbroek)  (14 مارِس 1692 - 19 سبتمبر 1761): عالمٌ هولندي. وكان أستاذًا في جامعة دوسبورغ في أوترخت وجامعة ليدن، حيث شغل مناصب في علوم الرياضيات، والفلسفة، والطب، وعلم التنجيم. وكان له الفضل في اختراع أول مُواسِع (مُكَثِّف؛ متسعة) سنةَ 1746: وهو قارورة ليدن (على اسمِ جامعتِه: ليدن). وله أيضًا أعمال رائدة في تثبيت الدِعامات الضاغطة. وهو من العلماء الرواد الذين قدموا أوصافًا تفصيلية لآلات اختبار الجهد، والضغط، واختبار الثني (1729). ووُصِف أول مثال عن وجود مشكلة في اللدونة الحركيَّة (الديناميكية) في ورقة بحثية صدرت سنةَ 1739 عُنوانُها (نفاذُ وَتَدٍ خشبيٍّ في الزُّبدة إذا اصطدمتْ به كُرة خشبية)

## النشأة والدراسة
ولد بيتر فان موشنبروك في 14 مارس عام 1692 في مدينة ليدن، هولندا، جمهورية هولندا. وأبوه هو يوهانس فان موشنبروك (Johannes van Musschenbroek) وأمه هي مارغريتا فان ستراتين (Margaretha van Straaten). ترجع أصول أسرة فان موشنبروك إلى الفلاندر، وعاشت في مدينة ليدن منذ حوالي عام 1600. وكان أبوه يعمل صانع أدوات، حيث كان يصنع أدوات علمية مثل مضخات الهواء والمجاهر والتلسكوبات.
التحق فان موشنبروك بـ المدرسة اللاتينية حتى عام 1708، ودرس فيها الإغريقية واللاتينية والفرنسية والإنجليزية والألمانية العليا والإيطالية والإسبانية. ودرس الطب في جامعة ليدن وحصل على درجة الدكتوراه في عام 1715. وحضر أيضًا محاضرات لـ جون ثيوفيلوس ديساجولييه (John Theophilus Desaguliers) وإسحاق نيوتن (Isaac Newton) في لندن. وأنهى دراسته في الفلسفة في عام 1719.

## التدرج المهني الأكاديمي

### ديسبورغ
أصبح أستاذًا في الرياضيات والفلسفة في جامعة ديسبورغ عام 1719. وفي عام 1721، أصبح أيضًا أستاذًا في الطب.

### أوترخت
في عام 1723، ترك مناصبه في جامعة ديسبورغ وأصبح أستاذًا في جامعة أوترخت. وفي عام 1732، أصبح أيضًا أستاذًا في علم التنجيم.
ولعبت نظريته عن الفيزياء الابتدائية عام (1726) دورًا هامًا في نقل أفكار إسحاق نيوتن في الفيزياء إلى أوروبا. وفي نوفمبر لعام 1734، تم اختياره كـ زميل للجمعية الملكية.

### ليدن

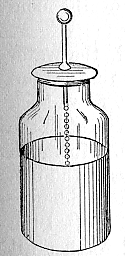
صورة من أوائل القرن العشرين لـ قارورة ليدن.

في عام 1739، عاد مرة أخرى إلى ليدن، ليخلف جاكوبوس فيتيش في الأستاذية.
وبالفعل أثناء دراسة فان موشنبروك في جامعة ليدن أصبح مهتمًا بـ الكهروستاتيكا. وفي ذلك الوقت، كان يمكن توليد الطاقة الكهربائية المؤقتة عن طريق آلات احتكاكية ولكن لم تكن هناك طريقة لتخزينها. وقد اكتشف موشنبروك وتلميذه أندرياس كونايوس (Andreas Cunaeus) إمكانية تخرين الطاقة في العمل الذي اشترك فيه أيضًا جان نيكولا سيباستين ألاماند (Jean-Nicolas-Sébastien Allamand) كباحث معاون. وكان الجهاز عبارة عن قارورة زجاجية مملوءة بالماء الذي يوضع فيه عمود نحاسي؛ ويمكن تفريغ الطاقة المخزنة فقط من خلال إكمال دورة خارجية بين العمود النحاسي ومادة أخرى موصلة للكهرباء، عادة ما تكون عبارة عن مقبض متصل من ناحية جانب القارورة. وأبلغ فان موشنبروك ريني ريوميور (René Réaumur) بهذا الاكتشاف في يناير عام 1746، وكان آبي نوليه (Abbé Nollet)، مترجم رسالة موشنبروك من اللاتينية، هو الذي أطلق على هذا الاختراع اسم «قارورة ليدن».
وبعد ذلك بمدة قصيرة، حدث أن قام عالم ألماني، وهو إيوالد فون كلايست (Ewald von Kleist)، بنفسه بابتكار جهاز مماثل في أواخر عام 1745.
وفي عام 1754، حصل موشنبروك على درجة الأستاذية الشرفية من الأكاديمية الملكية للعلوم في سانت بطرسبرغ. كما اختير ليكون العضو الأجنبي لدى الأكاديمية الملكية السويدية للعلوم في عام 1747.
وتوفي فان موشنبروك في 19 سبتمبر 1761 في ليدن.

## قائمة المصادر
- Elementa Physica (1726)[8]
- Dissertationes physicae experimentalis et geometricae de magnete (1729)[8]
- Tentamina experimentorum naturalium in Accademia del Cimento (1731)[8]
- Institutiones physicae (1734)[8]
- Beginsels der Natuurkunde, Beschreeven ten dienste der Landgenooten, door Petrus van Musschenbroek, Waar by gevoegd is eene beschryving Der nieuwe en onlangs uitgevonden Luchtpompen, met haar gebruik tot veel proefnemingen (1736 / 1739) (http://picarta.pica.nl/xslt/DB=3.11/SET=2/TTL=10/SHW?FRST=10%5Bوصلة+مكسورة%5D)
- Aeris praestantia in humoribus corporis humani (1739)[8]
- Institutiones logicae (1764)[8]

## وصلات خارجية
- بيتر فان موشنبروك على موقع الموسوعة البريطانية (الإنجليزية)

- Biography by Eugenii Katz
- Biography at Adventures in Cybersound
- Leiden jar, Leiden University